# Gra dyktator
Gra dyktator – metoda badawcza polegająca na symulacji zachowań ekonomicznych i społecznych, które są powiązane z altruizmem, np. dotowanie fundacji charytatywnych.

## Historia
Gra dyktator została stworzona i zastosowana w pierwotnej wersji przez Daniela Kahnemana, Jacka Knetscha oraz Richarda Thalera w 1986 roku. Następnie była modyfikowana i rozwijana m.in. przez Catherine Eckel i Philipa Grossmana.

### Pomysł teorii
Badacze burzliwie dyskutowali na temat wyników otrzymywanych w grach ultimatum. Wątpliwości pojawiały się, gdy należało rozstrzygnąć, czy osoba proponująca kieruje się zachowaniem strategicznym (lęk przed odrzuceniem oferty), czy jednak naturalnie dąży do sprawiedliwego podziału zasobów. Kahneman wymyślił symulację, aby odpowiedzieć na wątpliwości badaczy związane z grami ultimatum. Gra dyktator miała rozstrzygnąć kwestię tego, czy wybory dokonywane przez ludzi odzwierciedlają strategiczne zachowanie się graczy, czy może spontanicznie dążą do sprawiedliwego podziału.
Obecnie gra dyktator D. Kahnemana (1986) jest jedną z podstawowych metod badawczych wykorzystywanych w psychologii ekonomicznej oraz dziedzinach pokrewnych.
Gra dyktator jako pierwsza pozwoliła zbadać altruistyczne zachowania ludzi przy podziale dóbr między sobą a inną osobą. Dzięki grze dyktator można przewidzieć, opisać i zbadać altruistyczne zachowania ludzi, które nie były brane pod uwagę we wcześniejszych grach ultimatum.

## Główne założenia
Przy założeniu, że gracz proponujący kieruje się wyłącznie korzyściami ekonomicznymi, nie powinien on dzielić się z drugą osobą w ogóle, ponieważ nie ma takiego obowiązku (może zatrzymać wszystko dla siebie) i jednocześnie gracz, któremu oferta jest składana, nie może odmówić/nie zgodzić się na oferowaną propozycję. Gdy proponujący zostawia wszystko dla siebie, wtedy mówimy o tzw. równowadze Nasha.
Jeżeli natomiast gracz nr 1 oferuje graczowi nr 2 jakieś pieniądze, możemy wnioskować, że w swoich wyborach kieruje się preferencjami zorientowanymi społecznie. Właśnie w celu udowodnienia kierowania się takimi preferencjami przy podziale dóbr została skonstruowana gra dyktator.

## Zasady gry
Tomasz Zaleśkiewicz opisał zasady gry w sposób matematyczny:
Gracz 1 otrzymuje kwotę X, którą dzieli między siebie a gracza 2, tzn. przekazuje graczowi 2 kwotę y, gdzie 0 ≤ y ≤ X. Gracz 2 nie może tej oferty odrzucić. Wypłata gracza 1 wynosi (X-y), a wypłata gracza 2 jest równa y.
Gracz 1 otrzymuje pewną kwotę pieniędzy i decyduje, ile z tej sumy odda graczowi 2, a ile zostawi z tego dla siebie. Gracz 1, jeśli nie chce, nie musi dzielić się z graczem 2 pieniędzmi. Jednocześnie gracz 2 nie może odrzucić propozycji.
Gracz 1 w takim kontekście powinien mieć silnie egoistyczną motywację, ponieważ gracz 2 jest anonimowy. Jeśli gracz 1 zostawi całą pulę dla siebie, wtedy mówimy o równowadze Nasha. Natomiast gdy gracz 1 oferuje jakąś sumę graczowi 2, można wnioskować, że wybór kierowany jest preferencjami zorientowanymi społecznie.
Powstała również inna odmiana gry dyktator: tzw. odwrócona gra dyktator, w której gracz pierwszy może ofiarować drugiemu jakąś sumę ze swojej puli, ale może także pobrać pieniądze z puli gracza drugiego.

## Wnioski z badań prowadzonych metodą gra dyktator
W klasycznym badaniu Kahnemana, Knetscha i Thalera gracze nr 1 w 75% przypadków dzielili się po równo pieniędzmi z graczem nr 2.
Colin Camerer opublikował analizę 28 rozgrywek gry dyktator, z której wynika, że:
- gracz 1 oferuje graczowi 2 średnio 25% kwoty wyjściowej,
- propozycje graczy 1 mieszczą się w przedziale 10–52%,
- wartość przekazywanej puli pieniędzy drugiemu graczowi jest uzależniona od kontekstu badania, co pokazuje dosyć wysokie odchylenie standardowe, które wynosi 12%.

Większą chęć do dzielenia się zauważono u osób:
- płci żeńskiej,
- przejawiających zależną postawę,
- znajdujących się w negatywnym nastroju,
- które otrzymują informację, że drugi gracz jest w złej sytuacji materialnej,
- utrzymujących kontakt wzrokowy z drugim graczem,
- z dużym zmęczeniem poznawczym,
- które zostały poddane primingowi słowami związanymi z postawami chrześcijańskimi (deklarowanie się badanych jako wierzący lub niewierzący nie ma wpływu na chęć do dzielenia się).